# 3959 Irwin
3959 Irwin este un asteroid din centura principală, descoperit pe 28 octombrie 1954 de Goethe Link Obs..